# UNIVAC I
UNIVAC I ，是世界第一台商用电子计算机。1951年由雷明顿兰德公司（现Unisys）发售。
UNIVAC由ENIAC的开发者約翰·莫奇利（John William Mauchly）和約翰·皮斯普·埃克特（John Presper Eckert）成立的Eckert-Mauchly公司开始研发。但是由于资金困难，1950年被雷明顿兰德公司收购，但研发仍然继续。第一台UNIVAC I卖给美國普查局。该计算机共售出46台。

## 配置
此計算機的真空管数量为5200只，与ENIAC相比，真空管数量仅为三分之一以下。存储器为1000字，字长为12个十进制位，使用100根水银延迟线存储器实现。一套UNIVAC I占地26.7平方米，重量7.2吨。

## 註解

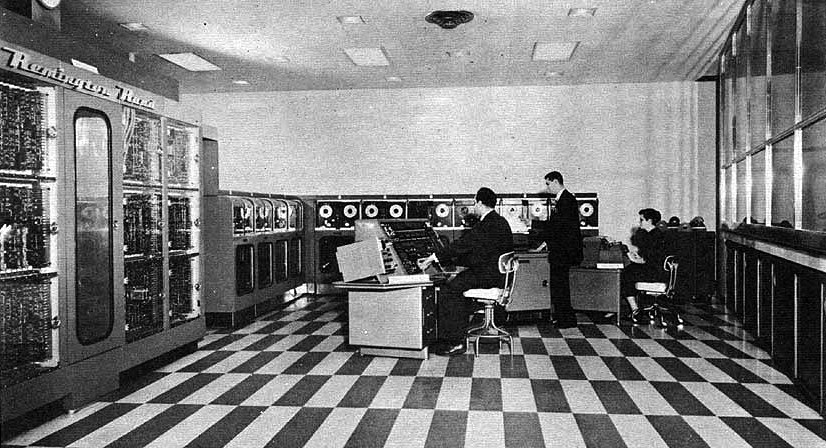
UNIVAC II 主機及控制台

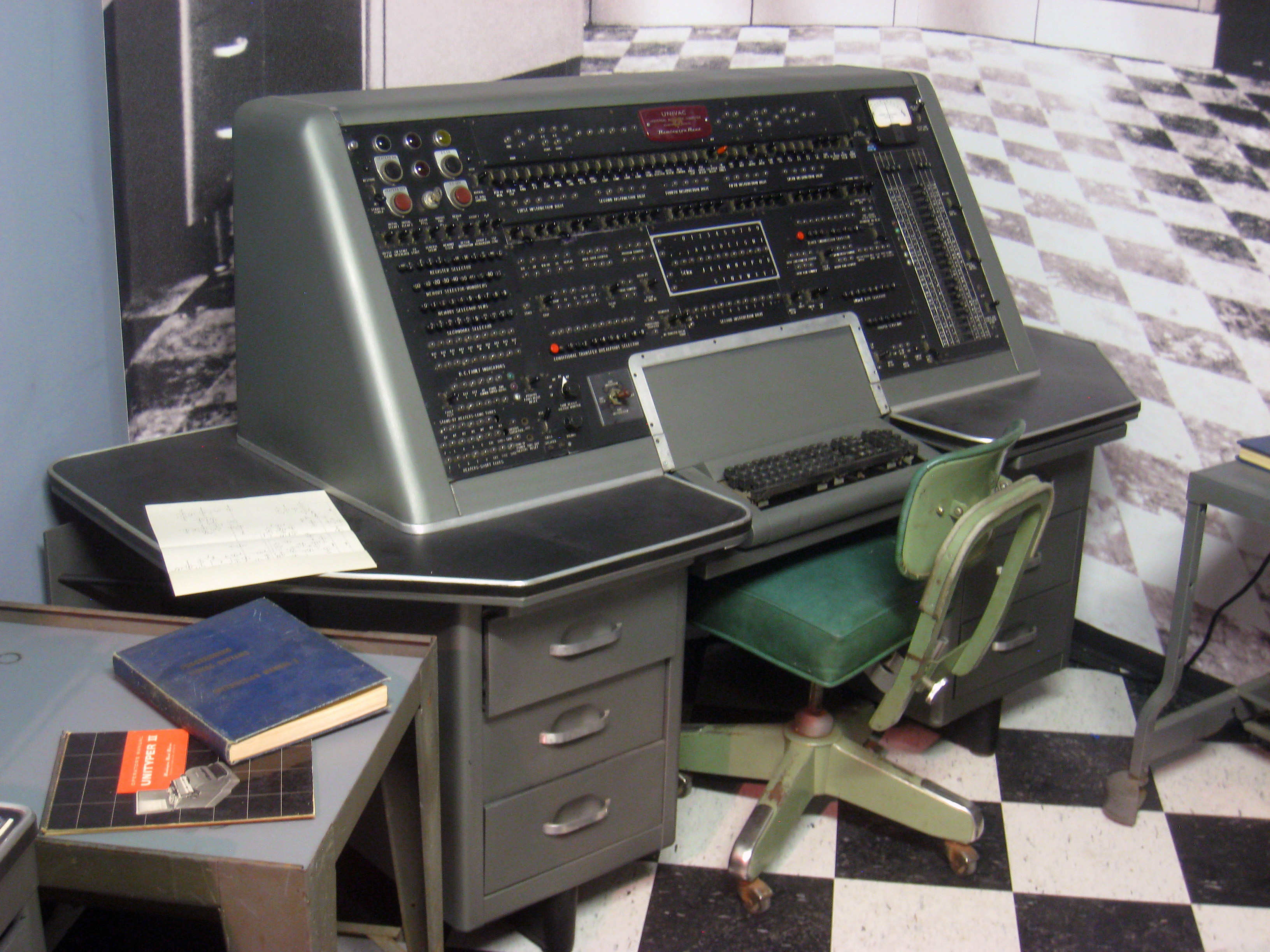
UNIVAC I 控制台於博物館

1. ↑  「UNIVAC I」是通用自动计算机1號（Universal Automatic Computer I）的縮略詞